# Kilit (Ordubad)
Kilit è un comune dell'Azerbaigian situato nel distretto di Ordubad.